# Сераферликио
Сераферликио је насеље у Италији у округу Агриђенто, региону Сицилија.
Према процени из 2011. у насељу је живело 45 становника. Насеље се налази на надморској висини од 207 м.